# Sportlövészet a 2024. évi nyári olimpiai játékokon
A 2024. évi nyári olimpiai játékokon a sportlövészetben összesen 15 versenyszámot rendeztek meg. A sportlövészet versenyszámait július 27. és augusztus 5. között rendezték meg.

## Éremtáblázat
(A táblázatokban a rendező nemzet sportolói eltérő háttérszínnel, az egyes számoszlopok legmagasabb értéke vagy értékei vastagítással kiemelve.)
| A 2024. évi nyári olimpiai játékok éremtáblázata sportlövészetben | A 2024. évi nyári olimpiai játékok éremtáblázata sportlövészetben | A 2024. évi nyári olimpiai játékok éremtáblázata sportlövészetben | A 2024. évi nyári olimpiai játékok éremtáblázata sportlövészetben | A 2024. évi nyári olimpiai játékok éremtáblázata sportlövészetben | Olimpia  |
| ----------------------------------------------------------------- | ----------------------------------------------------------------- | ----------------------------------------------------------------- | ----------------------------------------------------------------- | ----------------------------------------------------------------- | -------- |
|                                                                   | Ország                                                            | Arany                                                             | Ezüst                                                             | Bronz                                                             | Összesen |
| 1.                                                                | Kína (CHN)                                                        | 5                                                                 | 2                                                                 | 3                                                                 | 10       |
| 2.                                                                | Dél-Korea (KOR)                                                   | 3                                                                 | 3                                                                 | 0                                                                 | 6        |
| 3.                                                                | Egyesült Államok (USA)                                            | 1                                                                 | 3                                                                 | 1                                                                 | 5        |
| 4.                                                                | Olaszország (ITA)                                                 | 1                                                                 | 2                                                                 | 1                                                                 | 4        |
| 5.                                                                | Nagy-Britannia (GBR)                                              | 1                                                                 | 1                                                                 | 0                                                                 | 2        |
| 6.                                                                | Guatemala (GUA)                                                   | 1                                                                 | 0                                                                 | 1                                                                 | 2        |
| 6.                                                                | Svájc (SUI)                                                       | 1                                                                 | 0                                                                 | 1                                                                 | 2        |
| 8.                                                                | Chile (CHI)                                                       | 1                                                                 | 0                                                                 | 0                                                                 | 1        |
| 8.                                                                | Szerbia (SRB)                                                     | 1                                                                 | 0                                                                 | 0                                                                 | 1        |
|                                                                   |                                                                   |                                                                   |                                                                   |                                                                   |          |
| 10.                                                               | Franciaország (FRA)                                               | 0                                                                 | 1                                                                 | 0                                                                 | 1        |
| 10.                                                               | Svédország (SWE)                                                  | 0                                                                 | 1                                                                 | 0                                                                 | 1        |
| 10.                                                               | Törökország (TUR)                                                 | 0                                                                 | 1                                                                 | 0                                                                 | 1        |
| 10.                                                               | Ukrajna (UKR)                                                     | 0                                                                 | 1                                                                 | 0                                                                 | 1        |
|                                                                   |                                                                   |                                                                   |                                                                   |                                                                   |          |
| 14.                                                               | India (IND)                                                       | 0                                                                 | 0                                                                 | 3                                                                 | 3        |
| 15.                                                               | Ausztrália (AUS)                                                  | 0                                                                 | 0                                                                 | 1                                                                 | 1        |
| 15.                                                               | Horvátország (CRO)                                                | 0                                                                 | 0                                                                 | 1                                                                 | 1        |
| 15.                                                               | Kazahsztán (KAZ)                                                  | 0                                                                 | 0                                                                 | 1                                                                 | 1        |
| 15.                                                               | Magyarország (HUN)                                                | 0                                                                 | 0                                                                 | 1                                                                 | 1        |
| 15.                                                               | Tajvan (TPE)                                                      | 0                                                                 | 0                                                                 | 1                                                                 | 1        |
|                                                                   |                                                                   |                                                                   |                                                                   |                                                                   |          |
| Összesen                                                          | Összesen                                                          | 15                                                                | 15                                                                | 15                                                                | 45       |

## Érmesek

### Férfi
| A 2024. évi nyári olimpiai játékok érmesei férfi sportlövészetben |                                          |          |                                                |       |                                            |       |
| Versenyszám                                                       | Arany                                    | Arany    | Ezüst                                          | Ezüst | Bronz                                      | Bronz |
| Légpisztoly (10 m)                                                | Hszie Jü (Xie Yu) · Kína (CHN)           | 240,9    | Federico Nilo Maldini · Olaszország (ITA)      | 240,0 | Paolo Monna · Olaszország (ITA)            | 218,6 |
| Légpuska (10 m)                                                   | Seng Li-hao (Sheng Lihao) · Kína (CHN)   | 252,2 OR | Victor Lindgren · Svédország (SWE)             | 251,4 | Miran Maričić · Horvátország (CRO)         | 230,0 |
| Gyorstüzelő pisztoly (25 m)                                       | Li Jüe-hung (Li Yuehong) · Kína (CHN)    | 32       | Cso Jongdzse (Cho Yeong-jae) · Dél-Korea (KOR) | 25    | Vang Hszin-csie (Wang Xinjie) · Kína (CHN) | 23    |
| Sportpuska, összetett (50 m)                                      | Liu Jü-kun (Liu Yukun) · Kína (CHN)      | 463,6    | Szerhij Kulis · Ukrajna (UKR)                  | 461,3 | Swapnil Kusale · India (IND)               | 451,4 |
| Skeet                                                             | Vincent Hancock · Egyesült Államok (USA) | 58       | Conner Prince · Egyesült Államok (USA)         | 57    | Lee Meng-yuan · Tajvan (TPE)               | 45    |
| Trap                                                              | Nathan Hales · Nagy-Britannia (GBR)      | 48 OR    | Csi Jing (Qi Ying) · Kína (CHN)                | 44    | Jean Pierre Brol · Guatemala (GUA)         | 35    |

### Női
| A 2024. évi nyári olimpiai játékok érmesei női sportlövészetben |                                              |               |                                            |               |                                                |       |
| Versenyszám                                                     | Arany                                        | Arany         | Ezüst                                      | Ezüst         | Bronz                                          | Bronz |
| Légpisztoly (10 m)                                              | O Jedzsin (Oh Ye-jin) · Dél-Korea (KOR)      | 243,2         | Kim Jedzsi (Kim Ye-ji) · Dél-Korea (KOR)   | 241,3         | Manu Bhaker · India (IND)                      | 221,7 |
| Légpuska (10 m)                                                 | Pan Hjodzsin (Ban Hyo-jin) · Dél-Korea (KOR) | 251,8 (+10,4) | Huang Jü-ting (Huang Yuting) · Kína (CHN)  | 251,8 (+10,3) | Audrey Gogniat · Svájc (SUI)                   | 230,3 |
| Sportpisztoly (25 m)                                            | Jang Dzsiin (Yang Ji-in) · Dél-Korea (KOR)   | 37 (+4)       | Camille Jedrzejewski · Franciaország (FRA) | 37 (+1)       | Major Veronika · Magyarország (HUN)            | 31    |
| Sportpuska, összetett (50 m)                                    | Chiara Leone · Svájc (SUI)                   | 464,4 OR      | Sagen Maddalena · Egyesült Államok (USA)   | 463,0         | Csang Csiung-jüe (Zhang Qiongyue) · Kína (CHN) | 452,9 |
| Skeet                                                           | Francisca Crovetto · Chile (CHI)             | 55            | Amber Rutter · Nagy-Britannia (GBR)        | 55            | Austen Smith · Egyesült Államok (USA)          | 45    |
| Trap                                                            | Adriana Ruano · Guatemala (GUA)              | 45 OR         | Silvana Stanco · Olaszország (ITA)         | 40            | Penny Smith · Ausztrália (AUS)                 | 32    |

### Vegyes csapat
| A 2024. évi nyári olimpiai játékok érmesei vegyes csapat sportlövészetben |                                                                       |                                                                            |                                                                          |
| Versenyszám                                                               | Arany                                                                 | Ezüst                                                                      | Bronz                                                                    |
| Légpisztoly (10 m)                                                        | Szerbia (SRB) · Zorana Arunović · Damir Mikec                         | Törökország (TUR) · Şevval İlayda Tarhan · Yusuf Dikeç                     | India (IND) · Manu Bhaker · Sarabjot Singh                               |
| Légpuska (10 m)                                                           | Kína (CHN) · Huang Jü-ting (Huang Yuting) · Seng Li-hao (Sheng Lihao) | Dél-Korea (KOR) · Kum Dzsihjon (Keum Ji-hyeon) · Pak Hadzsun (Park Ha-jun) | Kazahsztán (KAZ) · Alexandra Le · Islam Satpayev                         |
| Skeet                                                                     | Olaszország (ITA) · Diana Bacosi · Gabriele Rossetti                  | Egyesült Államok (USA) · Austen Smith · Vincent Hancock                    | Kína (CHN) · Csiang Ji-ting (Jiang Yiting) · Ljü Csien-lin (Lyu Jianlin) |